# フレオマイシンD1
フレオマイシンD1（Phleomycin D1）は、Streptomyces verticillus が産生するフレオマイシン類の1種であり、ブレオマイシンファミリーに属する糖ペプチド抗生物質である。幅広いスペクトルを持ち、ほとんどの細菌、糸状菌、酵母、植物、そして動物細胞に有効である。DNAにインターカレーションして2本鎖DNAの切断を引き起こすことで、細胞死を誘導する。

## 性質
フレオマイシンD1は、銅イオン Cu2+ をキレートしているため青色を呈する。銅をキレートした状態のゼオシンは不活性である。フレオマイシンD1が細胞内に入ると Cu2+ は Cu+ へ還元されて解離し、それによってフレオマイシンD1は活性化されてDNAに結合する。

## 利用
フレオマイシンD1や他の関連するブレオマイシンファミリーの化合物は、分子生物学において抗生物質として、特に、フレオマイシンD1耐性の選択マーカーを含むベクターと共に、真核生物の細胞系の選別のために用いられる。フレオマイシンD1は他のフレオマイシンよりかなり安価であり、最小培地においてもよく機能するため、しばしば研究において好んで用いられる。
ゼオシン耐性は、Streptoalloteichus hindustanus から最初に単離された ble 遺伝子の産物によって得られる。ble の遺伝子産物は抗生物質に1対1の割合で結合し、DNA切断を引き起こせなくする。この耐性遺伝子がクローニング用もしくは発現用ベクター中の選択マーカーとして用いられ、フレオマイシンD1が選別のための抗生物質として利用されている。